# Космічне сім'я
«Космі́чна сі́м'я» (англ. «Space Seed»), інший переклад «Сі́м'я в космосі» — двадцять другий епізод першого сезону американського науково-фантастичного телесеріалу «Зоряний шлях», що вперше вийшов на телеканалі NBC 16 лютого 1967 року.
Цей епізод став основою для повнометражного фільму «Зоряний шлях 2: Гнів Хана», випущеного 1982 року. Головного антагоніста як у епізоді серіалу, так і у фільмі зіграв Рікардо Монтальбан. Також 2013 року в прокат вийшов фільм «Стартрек: Відплата», в якому в альтернативному всесвіті знову з'являється Хан, якого зіграв Бенедикт Камбербетч.

## Сюжет
У зоряну дату 3141.9 зореліт Федерації Ентерпрайз під командуванням Джеймса Тіберія Кірка знаходить космічний корабель, що дрейфує галактикою. При вивченні зорельота з'ясовується, що це вантажне судно і його назва «Ботані-Бей», однак у бортовому комп'ютері немає жодного запису про таке судно. Припускають, що такий корабель міг бути запущений із Землі в 1990-х роках, коли на планеті йшли Євгенічні війни.
Доктор Маккой сканує «Ботані-Бей» і виявляє в ньому ознаки життя, хоча він не зовсім упевнений, що це люди. На вантажівку телепортується десант у складі капітана Кірка, доктора Маккоя, головного інженера Скотта та історикині Марли Макгіверс. Макгіверс капітан обрав тому, що вона спеціалізується на історії кінця XX століття. Десант знаходить у зорельоті 84 людини, 72 з яких все ще живі, але перебувають у стані анабіозного сну вже понад двісті років. Макгіверс знаходить кріогенну капсулу, в якій, на її думку, перебуває керівник цієї групи. Несподівано капсула активується і чоловік, що перебуває всередині, починає прокидатися, але система життєзабезпечення несправна і він може померти. Кірк розбиває скляну оболонку камери, дістає чоловіка і його доставляють на «Ентерпрайз» для надання медичної допомоги.
«Ентерпрайз» бере «Ботані-Бей» на буксир і прямує до Зоряної бази 12 у зірковій системі Гамма 400. У лазареті виведений з анабіозу чоловік із XX століття отямився і зразу ж вихопив скальпель і приставив його до горла доктора Маккоя, вимагаючи пояснити де він опинився. Маккой холоднокровно каже, що якщо незнайомець збирається вбити його, то слід було б приставити скальпель до сонної артерії. Чоловік, вражений хоробрістю лікаря, опускає скальпель і представляється як Хан. Перший офіцер Спок звертається до комп'ютера та дізнається, що Хан Нуньєн Сінгх є продуктом євгенічної модифікації, ідеальним солдатом. Він і його послідовники збунтувалися під час Євгенічних воєн і захопили близько третини планети, в їхніх руках були уряди сорока держав. Ближче до кінця війни близько 80-90 суперсолдатів, найнебезпечнішим із яких вважали Хана, зникли безвісти.
Хана селять у просторій каюті, але двері замикають і приставляють озброєну охорону. Макгіверс вирушає поговорити з ним. Незабаром дівчина закохується в Хана і той шляхом психологічної маніпуляції змушує її підкорятися будь-яким наказам. Макгіверс таємно телепортує Хана на його корабель, де той оживлює інших суперлюдей, а потім переправляє їх на «Ентерпрайз». Він та його солдати захоплюють судно. Хан, який вивчив зореліт під час відновлення в лазареті, відключає систему життєзабезпечення на капітанському містку і ті, хто там перебуває, непритомніють. Глава злочинців поміщає Кірка в декомпресійний резервуар і погрожує задушити його, якщо команда не підкориться Хану. Макгіверс відчуває провину та звільняє капітана. Споку вдається пустити у вентиляційні канали присипляючий газ, але Сінгх уникає отруєння. На інженерній палубі Хан намагається знищити корабель, але йому заважає Кірк, який знешкоджує злочинця.
Джеймс Кірк вирішує, що Хана і його команду слід вигнати, а місцем призначення вибирає планету Альфа Кита V, де панує беззаконня, жорстокий і зрадливий світ, що, на думку капітана, є чудовим місцем для такої людини як Хан. Останній вражений ідеєю та приймає пропозицію. Замість трибуналу лейтенант Макгіверс вибирає заслання з Ханом.
Спока цікавить, що зробить Хан із планетою за сто років. А Кірк запитує у Скотті, чи читав той «Утрачений рай» Джона Мілтона, і порівнює вигнання Хана з вигнанням Сатани з Раю.

## Створення
Письменник Карі Вайлбер запропонував історію Хана ще у вересні 1966 року, на початку зйомок «Зоряного шляху». Спочатку антагоніста звали Гарольд Еріксон, це був звичайний злочинець, засланий у космос у стані анабіозу, який захотів захопити «Ентерпрайз» і зробити його піратським судном. Джин Л. Кун запропонував ідею супермена, що колись правив частиною Землі, який стане справжнім конкурентом Кірка. Надалі персонаж зазнав інших змін: з блондина він перетворився на темноволосого і отримав ім'я Хан Нуньєн. «Нуньєн» запропонував Джин Родденберрі, який мав китайського друга з таким прізвищем, але втратив із ним контакти. Родденберрі сподівався, що Ван Нуньєн побачить цей епізод і зв'яжеться з ним.

## Відгуки
Зак Хендлен із The A. V. Club дав епізоду оцінку «A», відзначивши Спока та Кірка, а також взаємодію цих персонажів, що підтверджує їхню дружбу. На його думку, в епізоді багато сильних характерів.
2016 року The Hollywood Reporter поставив епізод на 5-е місце серед ста найкращих телевізійних епізодів усіх телевізійних франшиз «Зоряний шлях», враховуючи живі виступи та мультсеріали, але не враховуючи фільмів.